# World Baseball Classic 2017
De World Baseball Classic 2017 is de vierde editie van dit internationale honkbaltoernooi voor landenteams dat wordt gespeeld onder auspiciën van de International Baseball Federation (IBAF). Het toernooi werd gehouden van 6 tot en met 22 maart.

Het Dominicaans honkbalteam was de titelhouder. De winnaar mag zich vier jaar lang de officiële wereldkampioen honkbal noemen.

## Gekwalificeerde teams
| Confederatie                   | Kwalficatietoernooi                           | Gekwalificeerde team(s)                                                   |
| ------------------------------ | --------------------------------------------- | ------------------------------------------------------------------------- |
| BCO (Oceanië)                  | kwalificatietoernooi 1                        | Australië                                                                 |
| BFA (Azië)                     | World Baseball Classic 2013                   | China Japan Zuid-Korea Taiwan                                             |
| CEB (Europa)                   | World Baseball Classic 2013                   | Italië Nederland                                                          |
| CEB (Europa)                   | Kwalificatietoernooi 4                        | Israël                                                                    |
| COPABE (Noord en Zuid-Amerika) | World Baseball Classic 2013                   | Cuba Canada Dominicaanse Republiek Puerto Rico Verenigde Staten Venezuela |
| COPABE (Noord en Zuid-Amerika) | Kwalificatietoernooi 2 Kwalificatietoernooi 3 | Colombia Mexico                                                           |

## Speelsteden
Zes stadions worden gebruikt voor het toernooi:
| Groep A            | Groep B & E        | Groep C                 |
| ------------------ | ------------------ | ----------------------- |
| Seoul, Zuid-Korea  | Tokio, Japan       | Miami, Verenigde Staten |
| Gocheok Sky Dome   | Tokyo Dome         | Marlins Park            |
| Capaciteit: 16.800 | Capaciteit: 46.000 | Capaciteit: 36.742      |
|                    |                    |                         |

| Groep D                    | Groep F                     | Eindronde                     |
| -------------------------- | --------------------------- | ----------------------------- |
| Zapopan, Mexico            | San Diego, Verenigde Staten | Los Angeles, Verenigde Staten |
| Estadio Charros de Jalisco | Petco Park                  | Dodger Stadium                |
| Capaciteit: : 16.000       | Capaciteit: : 40.162        | Capaciteit: : 56.000          |
|                            |                             |                               |

## Groepsindeling
De top twaalf teams van de World Baseball Classic 2013 waren opnieuw uitgenodigd om deel te nemen.
| Groep A    | Groep B   | Groep C                | Groep D     |
| ---------- | --------- | ---------------------- | ----------- |
| Zuid-Korea | Japan     | Verenigde Staten       | Mexico      |
| Taiwan     | Australië | Canada                 | Italië      |
| Nederland  | China     | Colombia               | Puerto Rico |
| Israël     | Cuba      | Dominicaanse Republiek | Venezuela   |

## Eerste Ronde
| Legenda                                                                 |
| ----------------------------------------------------------------------- |
| Geplaatst voor de tweede ronde en voor de World Baseball Classic 2021   |
| Uitgeschakeld en toch geplaatst voor de World Baseball Classic 2021     |
| Uitgeschakeld en moet zich plaatsen voor de World Baseball Classic 2021 |

### Groep A
| Plaats | team       | G | V | Tie-breaker |
| ------ | ---------- | - | - | ----------- |
| 1      | Israël     | 3 | 0 |             |
| 2      | Nederland  | 2 | 1 |             |
| 3      | Zuid-Korea | 1 | 2 |             |
| 4      | Taiwan     | 0 | 3 |             |

| Datum        | Tijd  | Team 1     | Uitslag | Team 2     | Stadion          |
| ------------ | ----- | ---------- | ------- | ---------- | ---------------- |
| 6 maart 2017 | 18:30 | Israël     | 2-1     | Zuid-Korea | Gocheok Sky Dome |
| 7 maart 2017 | 12:00 | Israël     | 15-7    | Taiwan     | Gocheok Sky Dome |
| 7 maart 2017 | 18:30 | Zuid-Korea | 0-5     | Nederland  | Gocheok Sky Dome |
| 8 maart 2017 | 18:30 | Taiwan     | 5-6     | Nederland  | Gocheok Sky Dome |
| 9 maart 2017 | 12:00 | Nederland  | 2-4     | Israël     | Gocheok Sky Dome |
| 9 maart 2017 | 18:30 | Zuid-Korea | 11-8    | Taiwan     | Gocheok Sky Dome |

### Groep B
| Plaats | team      | G | V | Tie-breaker |
| ------ | --------- | - | - | ----------- |
| 1      | Japan     | 3 | 0 |             |
| 2      | Cuba      | 2 | 1 |             |
| 3      | Australië | 1 | 2 |             |
| 4      | China     | 0 | 3 |             |

| Datum         | Tijd  | Team 1    | Uitslag | Team 2    | Stadion    |
| ------------- | ----- | --------- | ------- | --------- | ---------- |
| 7 maart 2017  | 19:00 | Cuba      | 6-11    | Japan     | Tokio Dome |
| 8 maart 2017  | 12:00 | China     | 0-6     | Cuba      | Tokio Dome |
| 8 maart 2017  | 19:00 | Japan     | 4-1     | Australië | Tokio Dome |
| 9 maart 2017  | 19:00 | Australië | 11-0    | China     | Tokio Dome |
| 10 maart 2017 | 12:00 | Australië | 3-4     | Cuba      | Tokio Dome |
| 10 maart 2017 | 19:00 | China     | 1-7     | Japan     | Tokio Dome |

### Groep C
| Plaats | team                   | G | V | Tie-breaker |
| ------ | ---------------------- | - | - | ----------- |
| 1      | Dominicaanse Republiek | 3 | 0 |             |
| 2      | Verenigde Staten       | 2 | 1 |             |
| 3      | Colombia               | 1 | 2 |             |
| 4      | Canada                 | 0 | 3 |             |

| Datum         | Tijd  | Team 1                 | Uitslag | Team 2                 | Stadion      |
| ------------- | ----- | ---------------------- | ------- | ---------------------- | ------------ |
| 9 maart 2017  | 18:00 | Canada                 | 2-9     | Dominicaanse Republiek | Marlins Park |
| 10 maart 2017 | 18:00 | Colombia               | 2-3     | Verenigde Staten       | Marlins Park |
| 11 maart 2017 | 12:00 | Colombia               | 4-1     | Canada                 | Marlins Park |
| 11 maart 2017 | 18:30 | Verenigde Staten       | 5-7     | Dominicaanse Republiek | Marlins Park |
| 12 maart 2017 | 13:00 | Dominicaanse Republiek | 10-3    | Colombia               | Marlins Park |
| 12 maart 2017 | 19:00 | Canada                 | 0-8     | Verenigde Staten       | Marlins Park |

### Groep D
| Plaats | team        | G | V | Tie-breaker |
| ------ | ----------- | - | - | ----------- |
| 1      | Puerto Rico | 3 | 0 |             |
| 2      | Venezuela   | 2 | 1 | 1-1         |
| 3      | Italië      | 1 | 3 | 1-1         |
| 4      | China       | 1 | 2 | 1-1         |

| Datum         | Tijd  | Team 1      | Uitslag | Team 2      | Stadion                                           |
| ------------- | ----- | ----------- | ------- | ----------- | ------------------------------------------------- |
| 9 maart 2017  | 20:00 | Mexico      | 9-10    | Italië      | Estadio de Béisbol Charros de Jalisco y Atletismo |
| 10 maart 2017 | 20:00 | Venezuela   | 0-11    | Puerto Rico | Estadio de Béisbol Charros de Jalisco y Atletismo |
| 11 maart 2017 | 14:00 | Venezuela   | 11-10   | Italië      | Estadio de Béisbol Charros de Jalisco y Atletismo |
| 11 maart 2017 | 20:30 | Puerto Rico | 9-4     | Mexico      | Estadio de Béisbol Charros de Jalisco y Atletismo |
| 12 maart 2017 | 13:30 | Italië      | 3-9     | Puerto Rico | Estadio de Béisbol Charros de Jalisco y Atletismo |
| 12 maart 2017 | 20:00 | Mexico      | 11-9    | Venezuela   | Estadio de Béisbol Charros de Jalisco y Atletismo |

Beslissingswedstrijd
| Datum         | Tijd  | Team 1    | Uitslag | Team 2 | Stadion                                           |
| ------------- | ----- | --------- | ------- | ------ | ------------------------------------------------- |
| 13 maart 2017 | 19:00 | Venezuela | 4-3     | Italië | Estadio de Béisbol Charros de Jalisco y Atletismo |

## Tweede Ronde
De top twee van elke groep plaatst zich voor de halve finales in Los Angeles.

### Groep E
| Plaats | team      | G | V | Tie-breaker |
| ------ | --------- | - | - | ----------- |
| 1      | Japan     | 3 | 0 |             |
| 2      | Nederland | 2 | 1 |             |
| 3      | Israël    | 1 | 2 |             |
| 4      | Cuba      | 0 | 3 |             |

| Datum         | Tijd  | Team 1    | Uitslag | Team 2    | Stadion    |
| ------------- | ----- | --------- | ------- | --------- | ---------- |
| 12 maart 2017 | 12:00 | Cuba      | 1-4     | Israël    | Tokio Dome |
| 12 maart 2017 | 19:00 | Japan     | 8-6     | Nederland | Tokio Dome |
| 13 maart 2017 | 19:00 | Nederland | 12-1    | Israël    | Tokio Dome |
| 14 maart 2017 | 19:00 | Cuba      | 5-8     | Japan     | Tokio Dome |
| 15 maart 2017 | 12:00 | Nederland | 14-1    | Cuba      | Tokio Dome |
| 15 maart 2017 | 19:00 | Israël    | 3-8     | Japan     | Tokio Dome |

### Groep F
| Plaats | team                   | G | V | Tie-breaker |
| ------ | ---------------------- | - | - | ----------- |
| 1      | Puerto Rico            | 3 | 0 |             |
| 2      | Verenigde Staten       | 2 | 1 |             |
| 3      | Dominicaanse Republiek | 1 | 2 |             |
| 4      | Venezuela              | 0 | 3 |             |

| Datum         | Tijd  | Team 1                 | Uitslag | Team 2                 | Stadion    |
| ------------- | ----- | ---------------------- | ------- | ---------------------- | ---------- |
| 14 maart 2017 | 18:00 | Dominicaanse Republiek | 1-3     | Puerto Rico            | Petco Park |
| 15 maart 2017 | 18:00 | Venezuela              | 2-4     | Verenigde Staten       | Petco Park |
| 16 maart 2017 | 19:00 | Venezuela              | 0-3     | Dominicaanse Republiek | Petco Park |
| 17 maart 2017 | 19:00 | Verenigde Staten       | 5-6     | Puerto Rico            | Petco Park |
| 18 maart 2017 | 12:30 | Puerto Rico            | 13-2    | Venezuela              | Petco Park |
| 18 maart 2017 | 19:00 | Verenigde Staten       | 6-3     | Dominicaanse Republiek | Petco Park |

## Eindronde
|  | halve finale                   | halve finale                  |  |                  | finale                         | finale                         |
|  |                                |                               |  |                  |                                |                                |
|  | 20 maart 2017 - Dodger Stadium |                               |  |                  |                                |                                |
|  | Nederland                      | 3                             |  |                  |                                |                                |
|  | Puerto Rico                    | 4                             |  |                  | 22 maart 2017 - Dodger Stadium | 22 maart 2017 - Dodger Stadium |
|  |                                |                               |  |                  | Puerto Rico                    | 0                              |
|  | 21 maart 2017- Dodger Stadium  | 21 maart 2017- Dodger Stadium |  | Verenigde Staten | 8                              |                                |
|  | Verenigde Staten               | 2                             |  |                  |                                |                                |
|  | Japan                          | 1                             |  |                  |                                |                                |

### Halve finales
| Datum         | Tijd  | Team 1           | Uitslag  | Team 2      | Stadion        |
| ------------- | ----- | ---------------- | -------- | ----------- | -------------- |
| 20 maart 2017 | 18:00 | Nederland        | 3-4 (11) | Puerto Rico | Dodger Stadium |
| 21 maart 2017 | 18:00 | Verenigde Staten | 2-1      | Japan       | Dodger Stadium |

### Finale
| Datum         | Tijd  | Team 1      | Uitslag | Team 2           | Stadion        |
| ------------- | ----- | ----------- | ------- | ---------------- | -------------- |
| 22 maart 2017 | 18:00 | Puerto Rico | 0-8     | Verenigde Staten | Dodger Stadium |